# Zeuctophlebia
Zeuctophlebia là một chi bướm đêm thuộc họ Geometridae.